# Bombus lapidarius
Espèce
Statut de conservation UICN

 LC : Préoccupation mineure
Bombus lapidarius, le Bourdon des pierres, Bourdon lapidaire ou Cul-brun, est une espèce d'insectes hyménoptères de la famille des Apidae (de Apis : abeille), du genre Bombus et du sous-genre Melanobombus.

## Description
Cette espèce est noire à l'exception des segments 4 à 6 de l'abdomen orange vif.
Sa taille est variable selon les catégories mais plutôt petite :
- reine 20 à 22 mm ;
- ouvrière 12 à 16 mm ;
- mâle 14 à 16 mm (bande jaune sur le thorax).

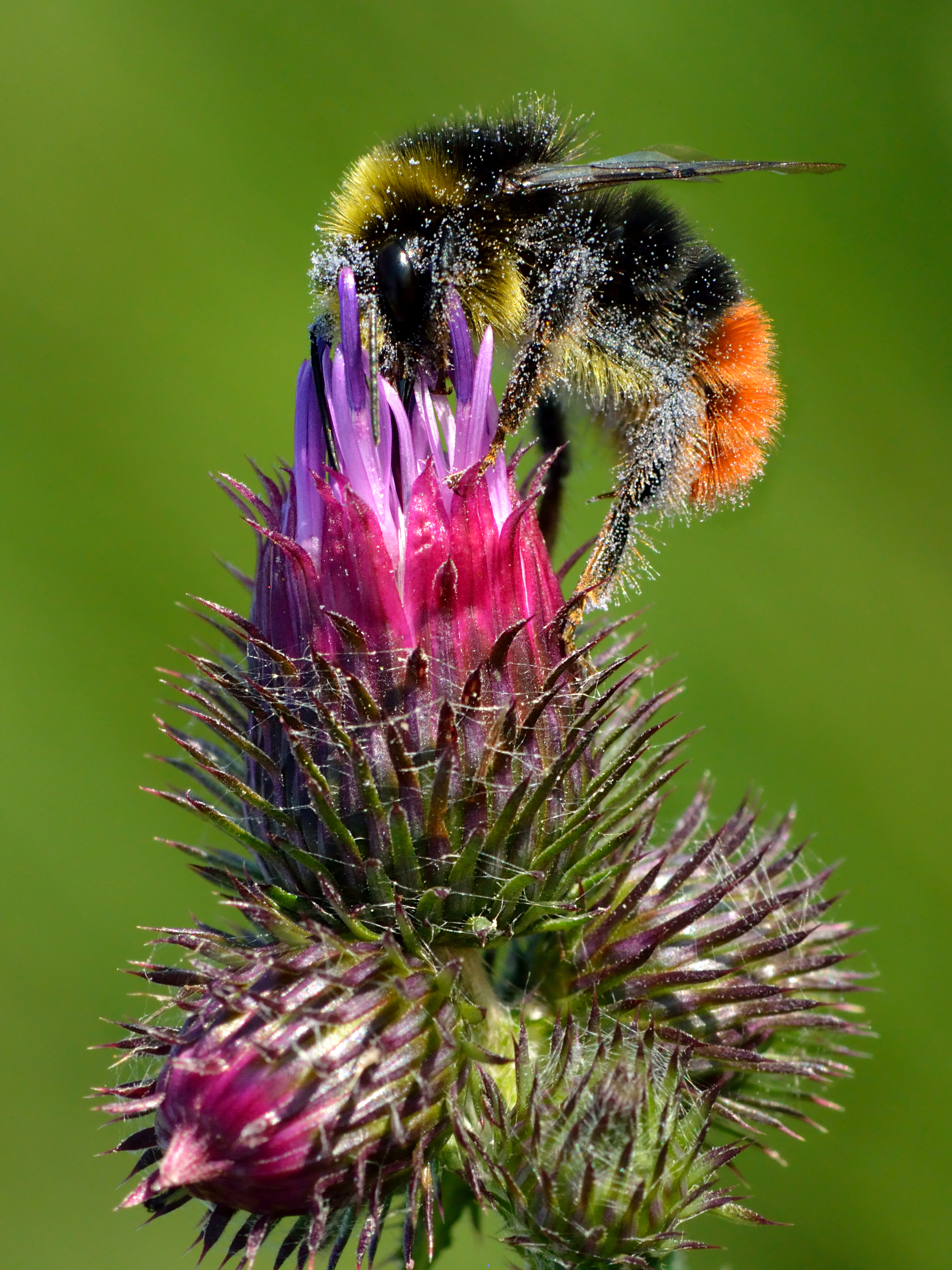
Pollinisation par un bourdon des pierres (Bombus lapidarius).

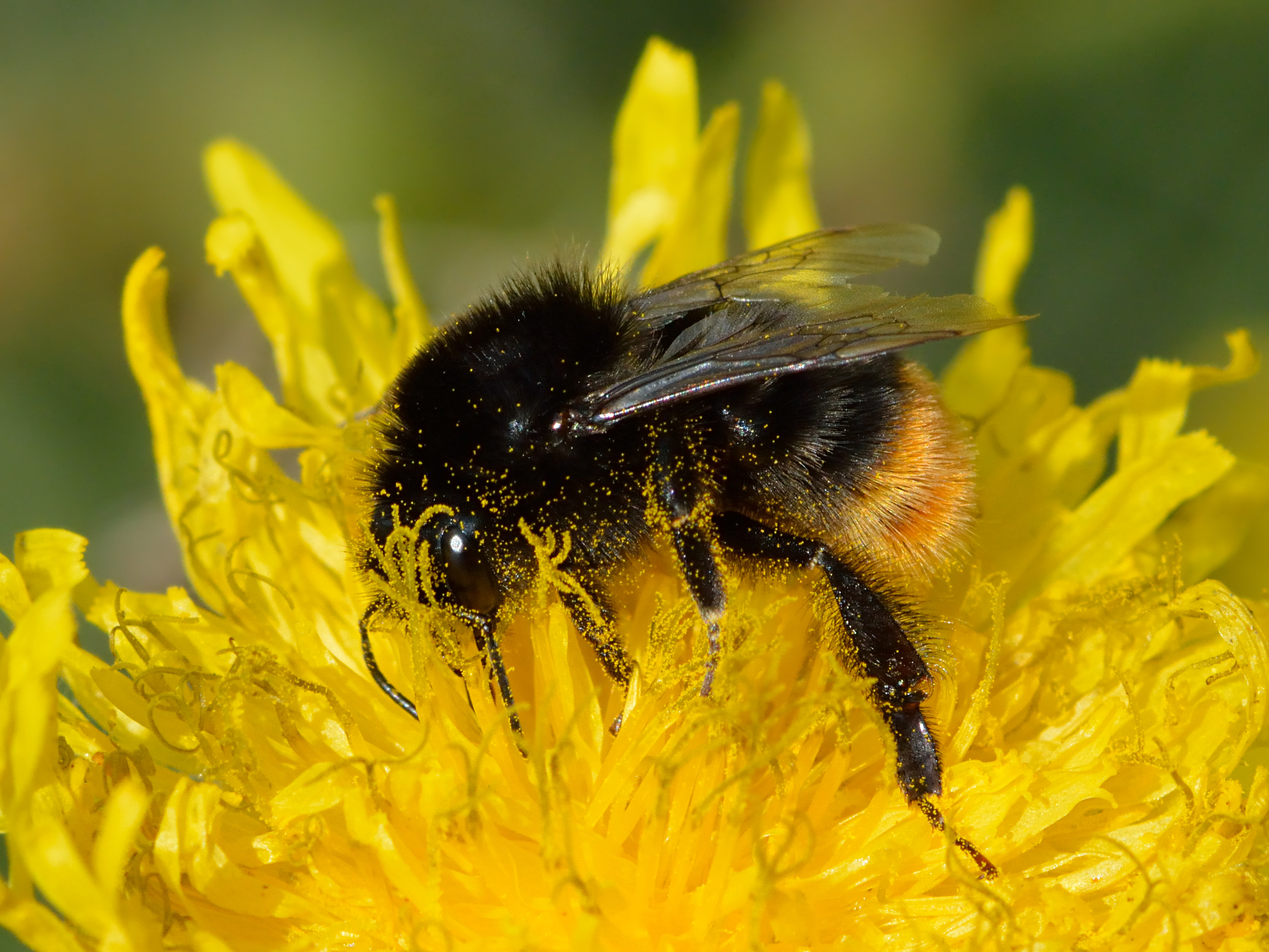
Pollinisation, sur un Laiteron piquant. En Estonie.

Ce taxon présente une langue plutôt courte.

## Période de vol
Avril à octobre.

## Habitat
Prairies et champs fleuris.
Ils peuvent construire un nid entre les pierres disjointes des anciens murs de pierre (de relativement vastes espaces peuvent se trouver entre certaines pierres, et les anciens mortiers ne contenant que très peu d'agent liant sont facilement "rongés" par l'insecte).

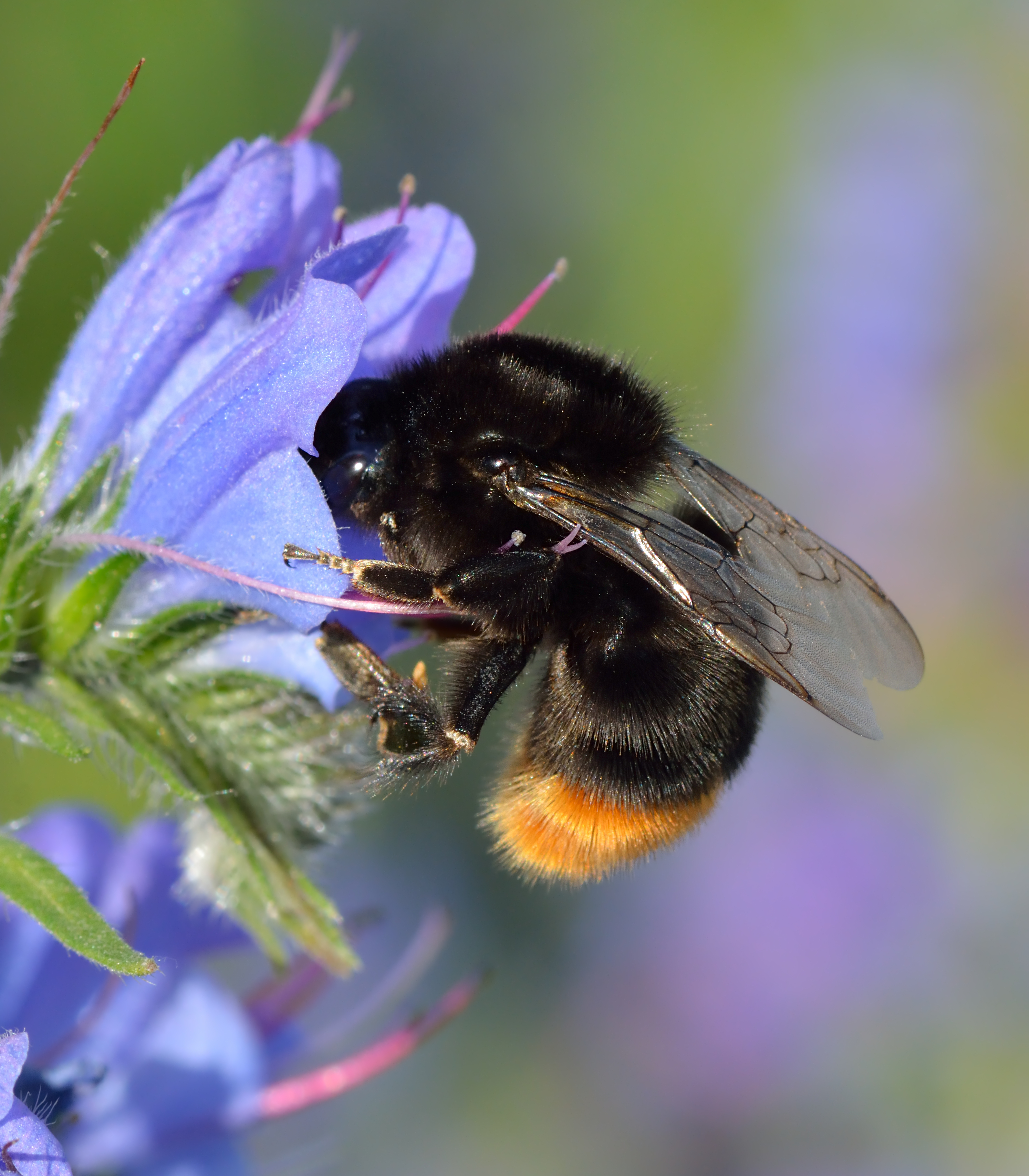
Bombus lapidarius

## Distribution
Commun dans toute l'Europe.

## Mœurs
Les nids peuvent comporter jusqu'à 300 ou 400 individus. Comportement très voisin de Bombus pratorum.

## Confusion possible
- Bombus cullumanus